# Ryan Smyth
Ryan Alexander Borden Smyth (* 21. Februar 1976 in Banff, Alberta) ist ein ehemaliger kanadischer Eishockeyspieler, der im Verlauf seiner aktiven Karriere zwischen 1991 und 2014 unter anderem 1363 Spiele für die Edmonton Oilers, New York Islanders, Colorado Avalanche und Los Angeles Kings in der National Hockey League auf der Position des rechten Flügelstürmers bestritten hat. Smyth, der den Großteil seiner 19-jährigen NHL-Karriere in Diensten der Edmonton Oilers verbrachte, sammelte insbesondere auf internationaler Ebene mit der kanadischen Nationalmannschaft zahlreiche Erfolge, darunter die Goldmedaillen bei den Olympischen Winterspielen 2002 sowie den Weltmeisterschaften 2003 und 2004 und der Sieg beim World Cup of Hockey 2004. Sein langjähriger Einsatz als Mannschaftskapitän der kanadischen Landesauswahl brachte ihm den Spitznamen „Captain Canada“ ein, bevor er im Jahre 2020 auch in die IIHF Hall of Fame aufgenommen wurde.

## Karriere
Als Elfjähriger arbeitete Ryan Smyth im Banff Springs Hotel, wo sich die kanadische Eishockeynationalmannschaft für den anstehenden Canada Cup 1987 vorbereitete, als er von Glenn Anderson von den Edmonton Oilers angefahren wurde, aber keine schweren Verletzungen davontrug.
Fünf Jahre später begann er seine Karriere in der kanadischen Juniorenliga Western Hockey League bei den Moose Jaw Warriors, ehe er im NHL Entry Draft 1994 von den Edmonton Oilers in der ersten Runde an Position sechs ausgewählt wurde. Nach drei Einsätzen für die Oilers in der Saison 1994/95 kehrte er in die WHL zurück und schaffte den endgültigen Sprung ins Lager der Profis im Herbst 1995, wo er auch wieder auf Glenn Anderson traf, mit dem er zusammenspielte.
Ein erstes Ausrufezeichen setzte er während der Saison 1996/97 mit 39 Toren und 61 Punkten, womit er sein Talent als guter Scorer unter Beweis stellte. In den folgenden zwei Jahren ging seine Punktausbeute deutlich zurück, so dass er 31 und 33 Punkte erreichte. In der Saison 1999/2000 ging es wieder aufwärts und 2000/01 bestritt er seine bis dahin beste Saison, in der Smyth 70 Punkte erzielte. In den folgenden Jahren baute er diese Marke nicht aus, auch deshalb nicht, weil der Stürmer öfter vom Verletzungspech geplagt war.

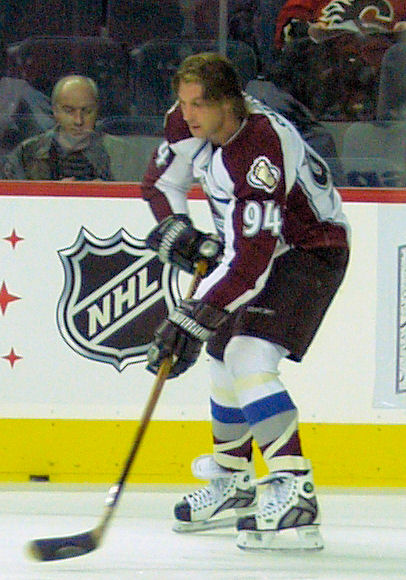
Smyth im Trikot der Colorado Avalanche (2007)

Nach dem Ausfall der NHL-Saison 2004/05 wegen des Lockout gelang es den Oilers erneut nicht, mit positiven Ergebnissen zu glänzen. Im letzten Saisonspiel der regulären Saison sicherte sich das Team aus Edmonton den letzten Playoff-Platz. Als das am schlechtesten gesetzte Team in der Western Conference besiegten die Oilers in der ersten Runde sie die Detroit Red Wings. In Runde zwei gegen die San Jose Sharks blieb eine Szene in Erinnerung, die den Willen und Einsatz von Ryan Smyth unterstrich. Sein damaliger Teamkamerad Chris Pronger wollte den Puck wegspielen, traf Smyth dabei jedoch im Mund, wodurch er drei Zähne verlor und aus dem Mund blutete. Er ließ sich in der Kabine behandeln, kehrte nach kurzer Zeit aufs Eis zurück und führte die Oilers schließlich ins Finale der Western Conference. Dort besiegten sie die Mighty Ducks of Anaheim und schafften es als erstes Team der NHL-Geschichte ins Finale um den Stanley Cup, obwohl sie das am schlechtesten gesetzte Team im Westen waren. In der Finalserie gegen die Carolina Hurricanes unterlagen die Oilers im siebten und entscheidenden Spiel.
Während der Saison 2006/07 musste Smyth einige Male wegen Verletzungen pausieren und wurde ins NHL Allstar-Game berufen. Ende Januar 2007 nahm er mit den Edmonton Oilers die Verhandlungen um einen neuen Vertrag auf, da der bisherige Kontrakt zum Sommer auslaufen sollte. Die Verhandlungen verliefen schwierig, und bis am 26. Februar, 24 Stunden vor Ablauf der Transferperiode, wurden keine Einigung getroffen. Am 27. Februar 2007 wurde Ryan Smyth, mit 13 Jahren dienstältester Spieler des Franchise, 20 Minuten vor dem Ende der Transferperiode zu den New York Islanders transferiert, da man sich bis zu diesem Zeitpunkt immer noch nicht auf einen neuen Vertrag geeinigt hatte. Am Ende sollen beide Parteien nur noch etwa 100.000 Dollar pro Jahr auseinander gelegen haben, bei einem Jahresgehalt von zirka 5,5 Millionen Dollar.
Nach dem Abschied aus Edmonton gab Smyth am 1. März sein Debüt im Trikot der New York Islanders. Im letzten Spiel der regulären Saison sicherten sich die Islanders durch einen Sieg gegen die New Jersey Devils im Shootout den letzten Playoff-Platz der Eastern Conference. In den Playoffs schied er in der ersten Runde mit den Islanders aus. Das Management der New York Islanders bemühte sich in den folgenden Monaten um eine Verlängerung des im Juli 2007 auslaufenden Vertrages. Doch beide Parteien fanden keine Einigung und Smyth unterschrieb einen Vertrag bei der Colorado Avalanche, die ihn im Tausch für Kyle Quincey, Tom Preissing und ein Fünftrunden-Wahlrecht im NHL Entry Draft 2010 erworben hatte.
Am 26. Juni 2011 gaben ihn die Los Angeles Kings im Austausch für Colin Fraser und einem Siebtrunden-Wahlrecht im NHL Entry Draft 2012 an die Edmonton Oilers ab.
Mit einem 5:2-Sieg gegen die Vancouver Canucks beendete Ryan Smyth am 11. April 2014 seine Karriere.

### International

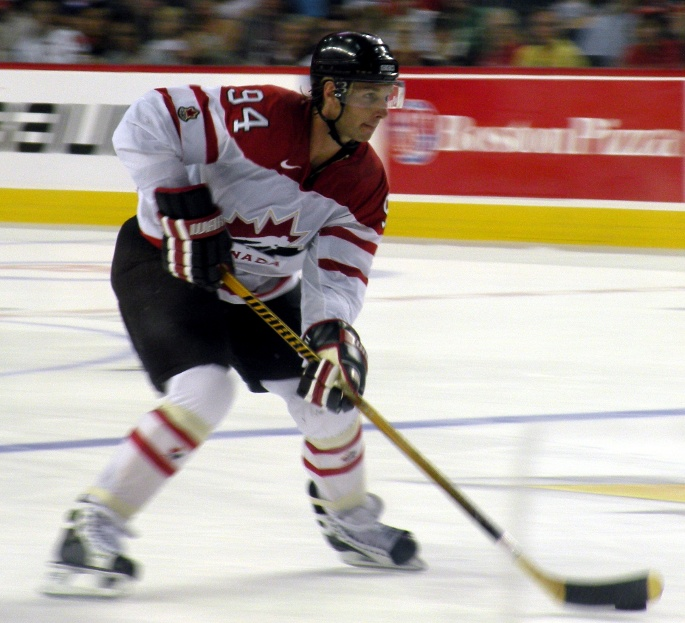
Smyth im Trikot der kanadischen Nationalmannschaft (2009)

Smyth kann auf eine große internationale Karriere mit der kanadischen Nationalmannschaft zurückblicken. Bereits 1995 gewann er seinen ersten Weltmeistertitel bei der Junioren-WM. Von 1999 bis 2005 spielte er jedes Jahr für Kanada bei den Weltmeisterschaften, was aber auch an dem schlechten Abschneiden seines Teams in der NHL lag und Smyth nach dem Ausscheiden der Oilers zur Weltmeisterschaft fahren konnte, die zeitgleich mit den NHL-Playoffs stattfand. In der Zeit führte er das Team fünfmal als Mannschaftskapitän an, weshalb er den Spitznamen „Captain Canada“ erhielt, und gewann zweimal den Weltmeistertitel. Hinzu kamen die olympische Goldmedaille im Jahr 2002 und der Gewinn des World Cup of Hockey 2004. In 61 Spielen stand er bei Weltmeisterschaften auf dem Eis und damit so oft wie kein anderer Spieler, der jemals das Trikot mit dem Ahornblatt trug.
Im Jahre 2020 wurde er aufgrund dieser Leistungen mit der Aufnahme in die IIHF Hall of Fame geehrt.

## Erfolge und Auszeichnungen
| - 1995 WHL East Second All-Star Team - 1995 CHL First All-Star Team - 2007 Teilnahme am NHL All-Star Game | - 2012 Spengler-Cup-Gewinn mit dem Team Canada - 2018 Order of Hockey in Canada |

### International
| - 1995 Goldmedaille bei der Junioren-Weltmeisterschaft - 2002 Goldmedaille bei den Olympischen Winterspielen - 2003 Goldmedaille bei der Weltmeisterschaft - 2004 Goldmedaille beim World Cup of Hockey | - 2004 Goldmedaille bei der Weltmeisterschaft - 2005 Silbermedaille bei der Weltmeisterschaft - 2020 Aufnahme in die IIHF Hall of Fame |

## Karrierestatistik

### International
Vertrat Kanada bei:
| - Junioren-Weltmeisterschaft 1995 - Weltmeisterschaft 1999 - Weltmeisterschaft 2000 - Weltmeisterschaft 2001 - Olympischen Winterspielen 2002 - Weltmeisterschaft 2002 | - Weltmeisterschaft 2003 - Weltmeisterschaft 2004 - World Cup of Hockey 2004 - Weltmeisterschaft 2005 - Olympischen Winterspielen 2006 - Weltmeisterschaft 2010 |

(Legende zur Spielerstatistik: Sp oder GP = absolvierte Spiele; T oder G = erzielte Tore; V oder A = erzielte Assists; Pkt oder Pts = erzielte Scorerpunkte; SM oder PIM = erhaltene Strafminuten; +/− = Plus/Minus-Bilanz; PP = erzielte Überzahltore; SH = erzielte Unterzahltore; GW = erzielte Siegtore; 1 Play-downs/Relegation; Kursiv: Statistik nicht vollständig)

## Sonstiges
- Smyth ist verheiratet und hat zwei Kinder.
- Er trägt die Rückennummer 94, da er 1994 die High School abgeschlossen hat und er im NHL Entry Draft 1994 ausgewählt wurde.
- Sein Bruder Kevin bestritt 58 Spiele für die Hartford Whalers in der NHL, ehe er seine Karriere wegen einer Augenverletzung beenden musste.